# Fritz Reiner

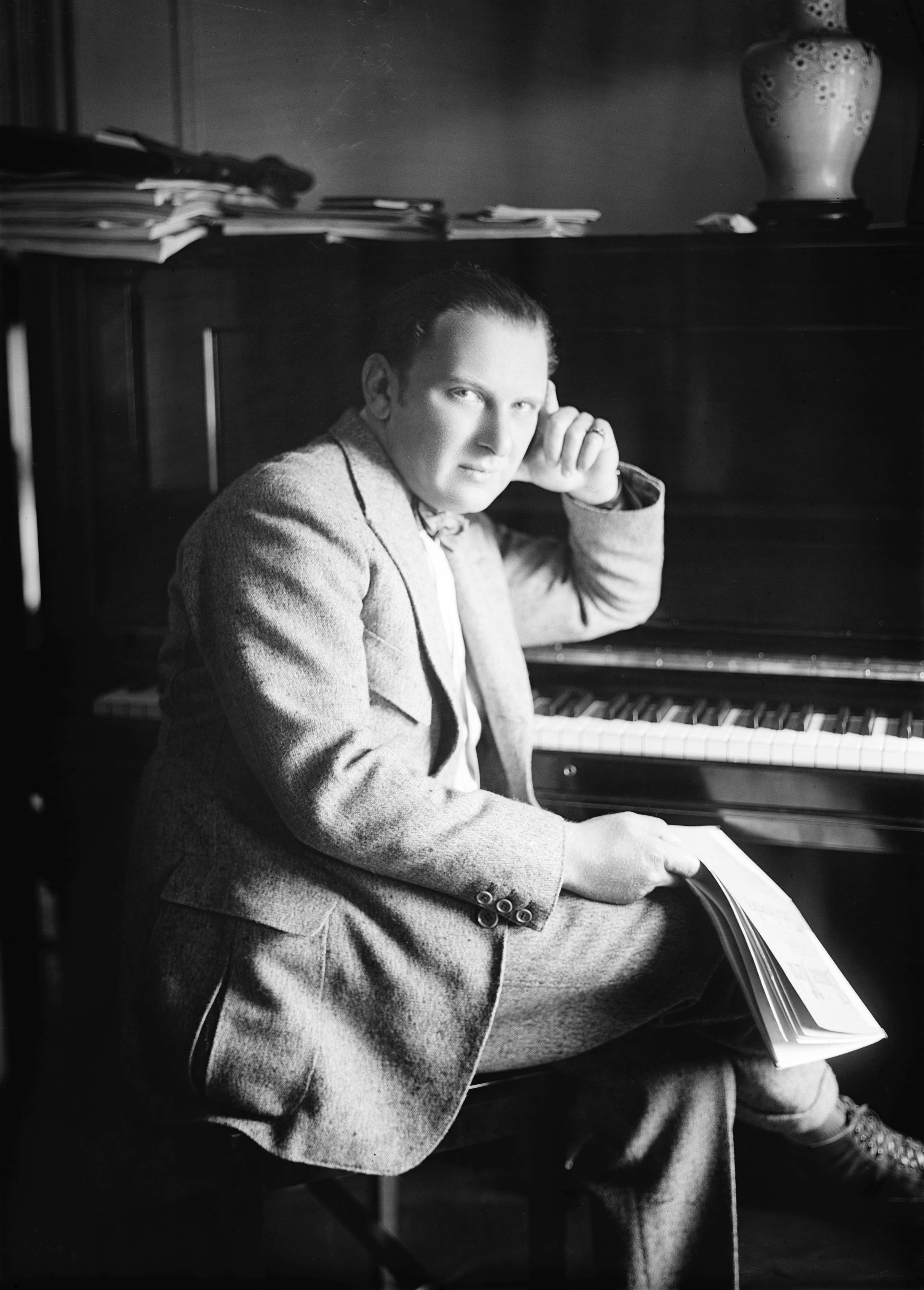

Frederick Martin “Fritz” Reiner (Budapest, 19 de diciembre de 1888-Nueva York, 15 de noviembre de 1963) fue un director de orquesta estadounidense de origen húngaro.
Uno de los grandes directores de orquesta de la tradición centroeuropea, después de estudiar piano con Béla Bartók, dirigió operas en Budapest desde 1911 hasta 1914 y en Dresde entre 1914 y 1922. 
En 1922 emigró a los Estados Unidos, donde fue director de las orquestas de Cincinnati (1922-1931) y Pittsburgh (1938-1948).
Dirigió en el Teatro Colón (Buenos Aires) en 1926 y en 1949 en el Metropolitan Opera, el estreno de Salomé de Richard Strauss con Ljuba Welitsch, noche que se recuerda como una de las veladas más significativas en la historia de ese teatro.
Desde 1953 hasta 1962 presidió a la Orquesta Sinfónica de Chicago, con la cual Reiner se granjeó el reconocimiento internacional y dejó algunas grabaciones consideradas referenciales (Bartók, R. Strauss, Prokófiev, Rimski-Kórsakov, Músorgski).
También enseñó dirección en el Instituto de música Curtis, donde tuvo como alumnos a Leonard Bernstein y Nino Rota, entre otros muchos.

## Biografías
- Fritz Reiner, a biography, Philip Hart, NWUniversity.
- Fritz Reiner, Maestro and Martinet (Music in American Life), Kenneth Morgan.
- The Virtuoso Conductors: The Central European Tradition from Wagner to Karajan, Raymond Holden.
- The Right Place, The Right Time!: Tales of Chicago Symphony Days, Donald Peck.